# 1-й Зачатьевский переулок
1-й Зача́тьевский переу́лок (в 1968—1993 годах — у́лица Дмитрие́вского) — улица в центре Москвы в Хамовниках между Пречистенской набережной и Остоженкой.

## Происхождение названия
Зачатьевские переулки (на планах Москвы XVII века обозначен лишь один Зачатейский переулок) обязаны своим названием Зачатьевскому монастырю, основанному в 1584 году царём Фёдором Иоанновичем в надежде на избавление от бесплодия его жены. Близ монастыря возникла Зачатьевская монастырская слобода, на территории которой и образовались переулки. В 1968—1993 годах 1-й Зачатьевский назывался улица Дмитриевского, в память командира танковой роты Б. Н. Дмитриевского (1922—1945), геройски погибшего в бою под городом Нейштадт в Померании (в 2005 году его именем была названа новая улица в районе Косино-Ухтомский).

## Описание
1-й Зачатьевский переулок начинается от Пречистенской набережной, проходит на северо-запад параллельно Пожарскому переулку, слева к нему примыкают Бутиковский переулок и 2-й Зачатьевский, заканчивается на Остоженке напротив Лопухинского переулка.

## Примечательные здания и сооружения
По нечётной стороне:
- № 1/15 — поликлиника № 171 Центрального административного округа;
- № 3, строение 1 — Российский банк развития (штаб-квартира);
- № 13 — жилой дом научных работников и преподавателей ВХУТЕИНа (1928, архитекторы А. Самойлов, М. Коржев, В. Петров, М. Туркус)[1].  7730117000
- № 15 — жилой дом Воскресенских, 1890 г., арх. М. Р. Пиотрович, перестроен в начале XX века.  7730118000

По чётной стороне:
- № 10 — галерея актуального искусства «Руартс» (2005, архитекторы А. Надточий, В. Бутко, О. Соколова, А. Малыгин)[2].